# Marshall Allen Neill
Marshall Allen Neill (* 23. August 1914 in Pullman, Washington; † 6. Oktober 1979) war ein US-amerikanischer Jurist und Politiker. Nach seiner Berufung durch Präsident Richard Nixon fungierte er von 1972 bis zu seinem Tod im Jahr 1979 als Bundesrichter am Bundesbezirksgericht für den östlichen Distrikt von Washington.

## Werdegang
Nach seinem Schulabschluss besuchte Marshall Neill bis 1935 das Washington State College und erwarb dort den Bachelor of Arts. Es folgte der Juris Doctor vom College of Law der University of Idaho im Jahr 1938. Anschließend praktizierte er bis 1967 in seiner Heimatstadt Pullman als Rechtsanwalt. Zwischen 1939 und 1952 fungierte er dort als städtischer Prozessanwalt, unterbrochen vom Dienst in der United States Navy von 1944 bis 1946, in der er den Rang eines Lieutenant Junior Grade erreichte. Außerdem war er von 1946 bis 1967 stellvertretender Attorney General des Staates Washington sowie von 1946 bis 1957 Lecturer an der Washington State University.
Während dieser Zeit schlug er als Mitglied der Republikanischen Partei auch eine politische Laufbahn ein. Er gehörte von 1949 bis 1956 dem Repräsentantenhaus von Washington an und saß von 1957 bis 1967 im Staatssenat. Anschließend wurde er beigeordneter Richter am Washington Supreme Court.
Am 13. Juni 1972 wurde Neill durch Präsident Nixon als Nachfolger von Charles Lawrence Powell zum Richter am United States District Court for the Eastern District of Washington ernannt. Nach der Bestätigung durch den US-Senat, die am 2. August desselben Jahres erfolgte, konnte er sieben Tage darauf sein Amt antreten, das er bis zu seinem Tod am 6. Oktober 1979 innehatte; ab 1973 fungierte er zudem als Vorsitzender (Chief Judge) des Gerichts. Seine Nachfolge trat Justin Lowe Quackenbush an. Marshall Neill wurde auf dem städtischen Friedhof von Pullman beigesetzt.